# PBA Governors' Cup
La PBA Governors' Cup è una delle tre Conference della Philippine Basketball Association (PBA). Insieme alla PBA Commissioner's Cup, questo torneo è una delle due conference in cui le squadre possono schierare un singolo giocatore straniero, noto come "import". Il torneo si è tenuto per la prima volta nel 1993 come terza conferenza della stagione PBA.
È stato sospeso nel 2003, quando è stata reintrodotta la PBA Reinforced Conference. Dal 2004 al 2010, la lega ha organizzato solo due conferenze per stagione: un torneo tutto filippino, chiamato Philippine Cup, e uno con giocatori stranieri, chiamato Fiesta Conference. Il torneo è stato ripristinato nel 2011 come terza conferenza della stagione PBA, dopo che la lega ha riadottato il formato a tre conferenze.
Con l'affermazione Governors' Cup ci si riferisce anche al trofeo assegnato alla squadra campione.

## Storia
Durante la stagione 1993 della PBA, la lega rinominò la PBA Third Conference come PBA Governors' Cup, in riferimento ai membri del Consiglio dei Governatori della PBA. Il termine "Governor" al singolare si riferisce al rappresentante di ogni squadra nel consiglio. Questa Conference era solitamente l'ultimo torneo della stagione PBA.
Dopo la vittoria del S. Miguel Beermen nella prima Governors' Cup del 1993, l'Alaska Aces dominò il torneo dal 1994 al 1997. Nel 1998, a causa dell'impegno della lega nella realizzazione della PBA Centennial Cup in cui partecipò una selezione della Nazionale delle Filippine con anche giocatori della PBA nel roster, fu permesso a ogni squadra di avere due giocatori stranieri con un'altezza combinata massima di  3,66 metri (12 piedi). La Shell Turbo Chargers, che non aveva giocatori nella squadra nazionale, vinse il torneo contro la Mobiline.

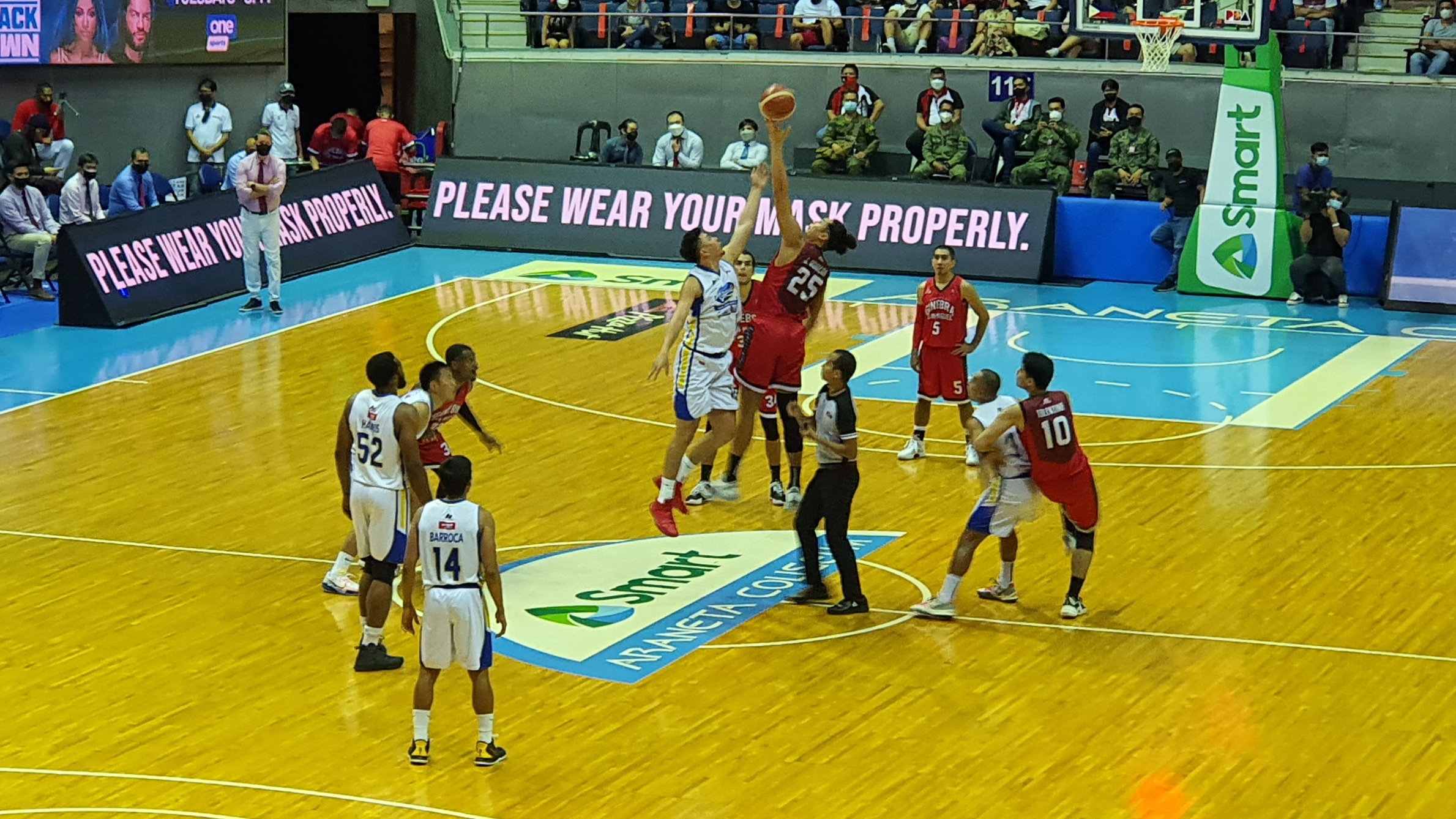
Palla a due all'inizio della partita della PBA Governors' Cup 2021 tra i Barangay Ginebra San Miguel e i Magnolia Hotshots il 25 dicembre 2021.

Il S. Miguel Beermen vinse il torneo nel 1999 e nel 2000, prima che i S. Lucia Realtors sconfiggessero sempre i Beermen nella fine dell'anno successivo, conquistando il suo primo titolo della PBA. Nel 2002, a causa dell'impegno della lega con la Nazionale delle Filippine, la Governors' Cup divenne la prima Conference, spostando la All-Filipino Conference come terzo e ultimo torneo. Poiché molti giocatori di punta erano nella squadra nazionale, la PBA consentì nuovamente alle squadre di prendere due giocatori stranieri con un'altezza totale massima combinata di 3,66 metri (12 piedi); in quell'edizione il Magnolia Hotshots sconfisse l'Alaska Aces in sette partite e vinse il titolo.
Il torneo fu ritirato nel 2003 dopo la reintroduzione della PBA Reinforced Conference come terza Conference della stagione al posto della Governors's Cup, ma fu riattivato nel 2011, quando la lega ripristinò il formato della stagione con tre Conference .

## Formato
Dal 1993 al 1995, le squadre venivano divise in due gruppi durante la fase a gironi. Le squadre dello stesso gruppo si affrontavano una volta e giocavano due volte contro quelle dell’altro gruppo. Dopo le eliminatorie, le prime cinque squadre avanzavano a una semifinale a doppio girone all'italiana. Un incentivo nei playoff veniva dato a una squadra che avesse vinto cinque delle otto partite di semifinale, qualora non riuscisse a ottenere uno dei primi due posti per le finali. Le prime due squadre (o la squadra n.1 e la vincitrice dello spareggio tra la squadra con almeno 5 vittorie in semifinale e la squadra n.2) si sarebbero affrontate in una serie di campionato al meglio di sette partite.
Nel 1996, la lega adottò un formato con i playoff composti da quarti di finale e semifinali, con le prime due squadre classificate che avanzavano automaticamente alle semifinali e le successive quattro squadre che si affrontavano nei quarti di finale dopo le eliminatorie.

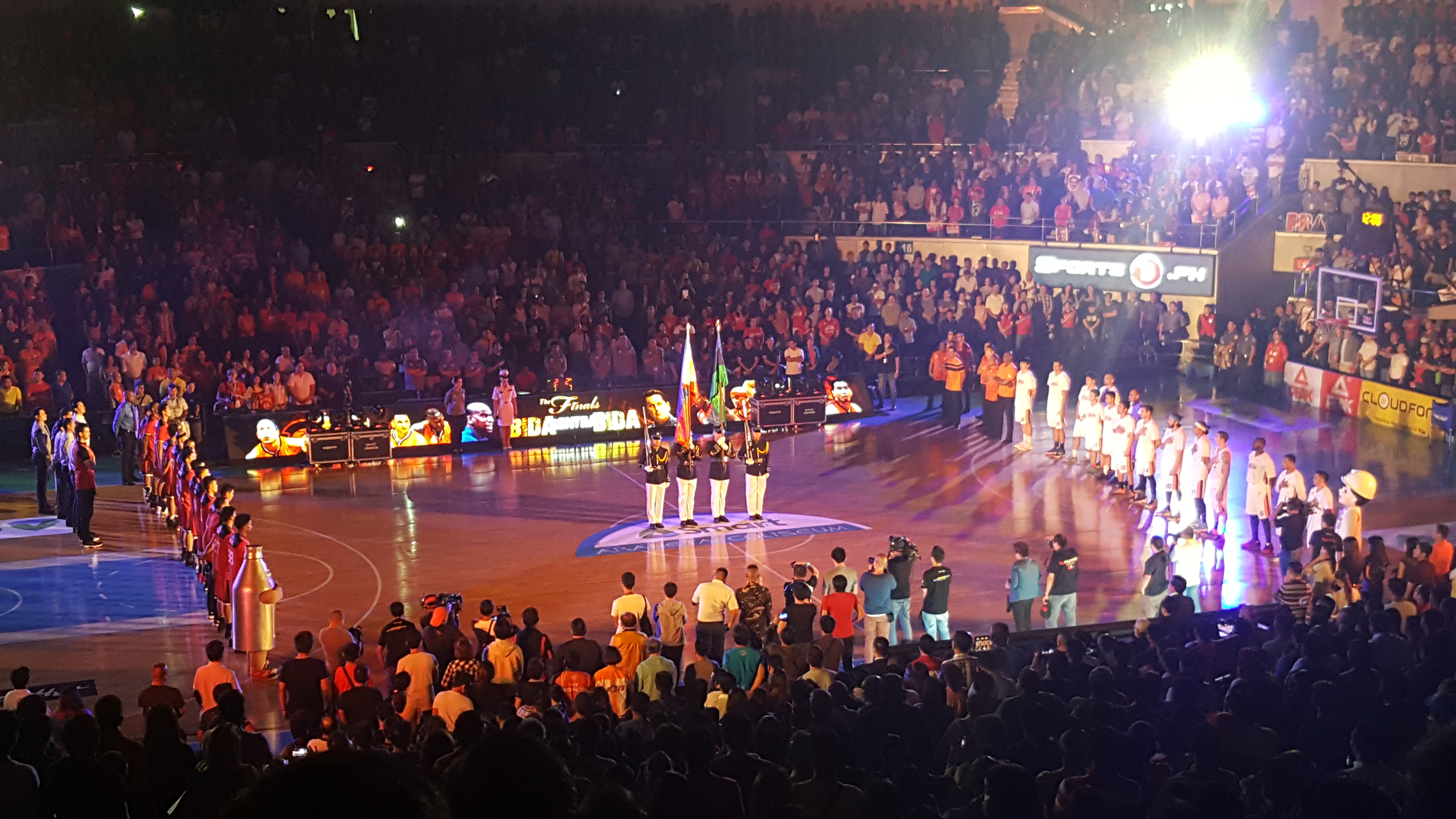
La cerimonia di apertura delle finali 2016 della Governors' Cup Finals, tra Barangay Ginebra e Meralco

Nel 1998 fu introdotto un formato diverso, con classifica formula ad eliminazione ereditata dalla precedente Centennial Cup. Le squadre si affrontavano di nuovo in un’unica fase di eliminazione a girone unico, e le prime quattro avanzavano in semifinale. Le squadre qualificate partecipavano a una semifinale a girone unico, e le prime due si qualificavano per le finali.
Nel 1999, con l’ingresso dei Tanduay Rhum Masters, venne introdotto un nuovo formato con i playoff composti da quarti di finale e semifinali. Le prime otto squadre dopo una fase di eliminazione a girone unico avanzavano ai quarti di finale. Le prime due classificate avevano un vantaggio di “due opportunità per battere” contro le ultime due classificate, mentre le altre squadre si affrontavano nei playoff al meglio di tre partite.
Dopo la reintroduzione del torneo nel 2011, la lega adottò un formato simile a quello del 1995, definito "formato classico PBA". Il torneo iniziava con una fase eliminatoria a girone unico, con le prime sei squadre che avanzavano a una semifinale a girone unico. Un incentivo ai playoff veniva dato a una squadra che avesse vinto quattro delle cinque partite di semifinale, qualora non fosse riuscita a ottenere uno dei primi due posti per le finali. Le prime due squadre (o la squadra n.1 e la vincitrice dello spareggio tra la squadra con almeno 5 vittorie in semifinale e la squadra n.2) si affrontavano in una serie di campionato al meglio di sette partite.
Dal 2013, il formato del torneo è cambiato in un formato playoff quarti di finale-semifinali. Le prime otto squadre, dopo una fase a girone unico, avanzavano ai quarti di finale. Le prime quattro squadre avevano un incentivo chiamato “due opportunità per battere” contro i loro avversari durante questo round. Le vincitrici avanzavano a una semifinale al meglio di cinque partite e le vincitrici di questa fase si affrontavano in una serie di campionato al meglio di sette.
Nel 2024, è stato introdotto un nuovo formato. In questo nuovo formato, ogni squadra gioca due volte contro ciascun membro del proprio gruppo. Le prime quattro squadre di ciascun gruppo avanzano ai quarti di finale al meglio di cinque. Le teste di serie di ogni gruppo affrontano le squadre con il punteggio più basso dell'altro gruppo, mentre le seconde classificate affrontano le terze classificate in una serie al meglio di cinque partite.

## Regole giocatori stranieri
Il limite di altezza per i giocatori stranieri varia ogni anno. Nel 2011, venne adottato un sistema di handicap, in cui le prime due squadre dai risultati combinati della PBA Philippine Cup e della PBA Commissioner's Cup potevano avere un giocatore straniero con un limite di altezza di 6'2" (1,88 m). Le successive quattro squadre potevano avere un giocatore straniero di 6'4" (1,93 m) e le ultime due squadre un giocatore straniero di 6'6" (1,98 m). Nel 2012, il sistema di handicap fu eliminato e la lega fissò il limite di altezza per gli stranieri a 6'5" (1,95 m).
Durante il torneo, una squadra può giocare con una formazione interamente filippina una sola volta. Gli stranieri possono essere sostituiti per tutta la durata del torneo (incluse le finali).
Nelle edizioni del 1998 e del 2002, le squadre potevano avere due giocatori stranieri.

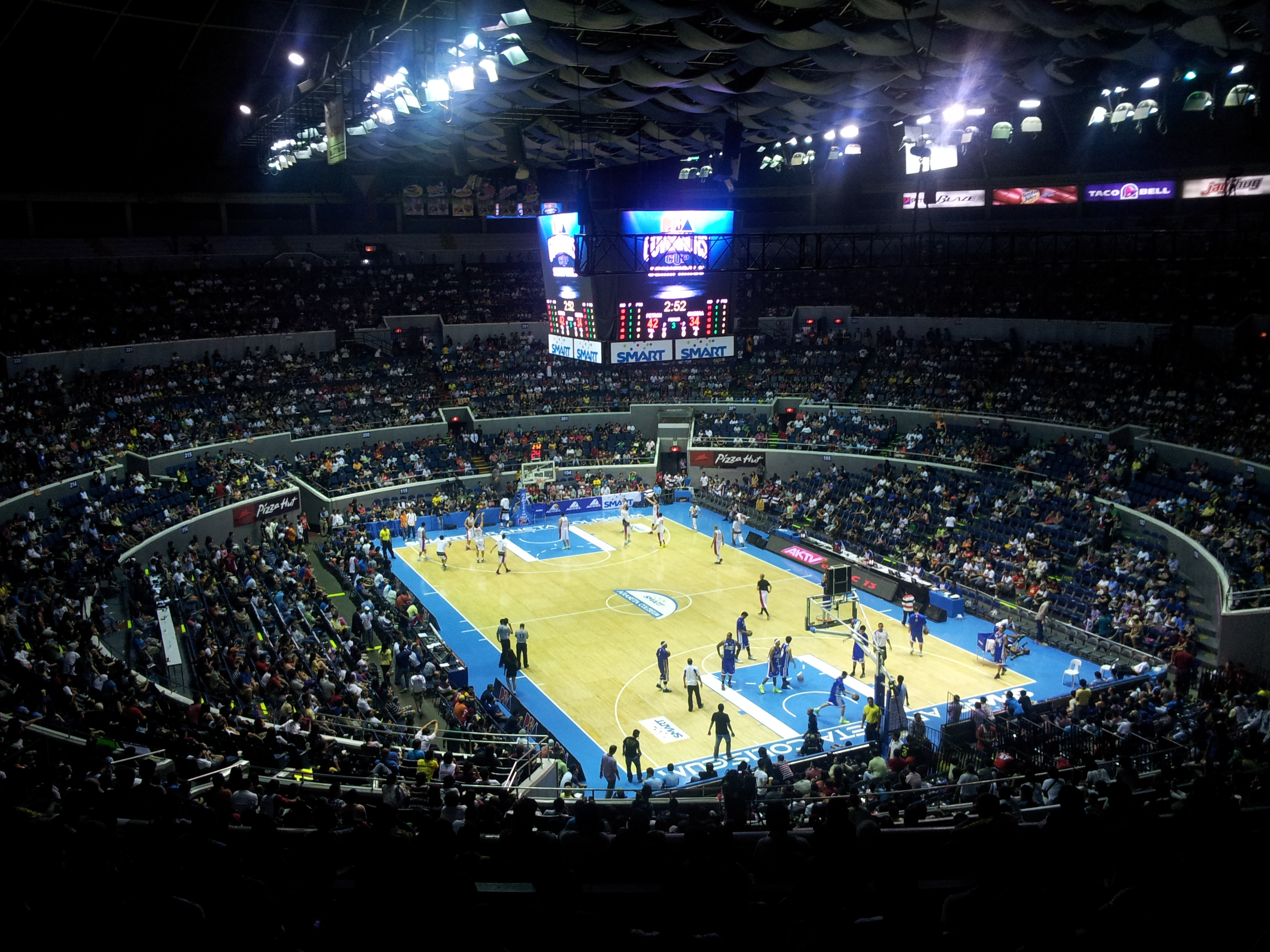
La Smart Araneta Coliseum durante le semifinali del 2021.

Dal 2015 al 2016, le squadre potevano utilizzare un ulteriore giocatore straniero ma di origine asiatica (detto “Asian import”) con un limite di altezza di 6'3" (1,90 m). Questa opzione venne sospesa nel 2017 in vista della FIBA Asia Cup.

## Albo d'oro

### Per stagione
| Stagione                            | Campione                                                                           | Finalista                                                                          | Serie                                                                              |                                                                                    |
| ----------------------------------- | ---------------------------------------------------------------------------------- | ---------------------------------------------------------------------------------- | ---------------------------------------------------------------------------------- | ---------------------------------------------------------------------------------- |
| 1993                                | S. Miguel Beermen                                                                  | Pop Cola Panthers                                                                  | 4–1                                                                                |                                                                                    |
| 1994                                | Alaska Aces                                                                        | Pop Cola Panthers                                                                  | 4–2                                                                                |                                                                                    |
| 1995                                | Alaska Aces                                                                        | S. Miguel Beermen                                                                  | 4–3                                                                                |                                                                                    |
| 1996                                | Alaska Aces                                                                        | Ginebra San Miguel                                                                 | 4–1                                                                                |                                                                                    |
| 1997                                | Alaska Aces                                                                        | Magnolia Hotshots                                                                  | 4–1                                                                                |                                                                                    |
| 1998                                | Shell Turbo Chargers                                                               | TNT Tropang Giga                                                                   | 4–3                                                                                |                                                                                    |
| 1999                                | S. Miguel Beermen                                                                  | Alaska Aces                                                                        | 4–2                                                                                |                                                                                    |
| 2000                                | S. Miguel Beermen                                                                  | Magnolia Hotshots                                                                  | 4–1                                                                                |                                                                                    |
| 2001                                | S. Lucia Realtors                                                                  | S. Miguel Beermen                                                                  | 4–2                                                                                |                                                                                    |
| 2002                                | Magnolia Hotshots                                                                  | Alaska Aces                                                                        | 4–3                                                                                |                                                                                    |
| 2003–2010: Conference non disputata |                                                                                    |                                                                                    |                                                                                    |                                                                                    |
| 2010-2011                           | Petron B. Boosters                                                                 | TNT Tropang Giga                                                                   | 4–3                                                                                |                                                                                    |
| 2011-2012                           | Rain or Shine                                                                      | Magnolia Hotshots                                                                  | 4–3                                                                                |                                                                                    |
| 2012-2013                           | Magnolia Hotshots                                                                  | Petron B. Boosters                                                                 | 4–3                                                                                |                                                                                    |
| 2013-2014                           | Magnolia Hotshots                                                                  | Rain or Shine                                                                      | 3–2                                                                                |                                                                                    |
| 2014-2015                           | S. Miguel Beermen                                                                  | Alaska Aces                                                                        | 4–0                                                                                |                                                                                    |
| 2015-2016                           | Ginebra San Miguel                                                                 | Meralco Bolts                                                                      | 4–2                                                                                |                                                                                    |
| 2016-2017                           | Ginebra San Miguel                                                                 | Meralco Bolts                                                                      | 4–3                                                                                |                                                                                    |
| 2017-2018                           | Magnolia Hotshots                                                                  | Alaska Aces                                                                        | 4–2                                                                                |                                                                                    |
| 2019                                | Ginebra San Miguel                                                                 | Meralco Bolts                                                                      | 4–1                                                                                |                                                                                    |
| 2020                                | Cancellata a causa della Pandemia da COVID-19                                      | Cancellata a causa della Pandemia da COVID-19                                      | Cancellata a causa della Pandemia da COVID-19                                      | Cancellata a causa della Pandemia da COVID-19                                      |
| 2021                                | Ginebra San Miguel                                                                 | Meralco Bolts                                                                      | 4–2                                                                                |                                                                                    |
| 2022-2023                           | TNT Tropang Giga                                                                   | Ginebra San Miguel                                                                 | 4–2                                                                                |                                                                                    |
| 2023-2024                           | Non disputato a causa del Campionato del Mondo FIBA 2023 e dei XIX Giochi asiatici | Non disputato a causa del Campionato del Mondo FIBA 2023 e dei XIX Giochi asiatici | Non disputato a causa del Campionato del Mondo FIBA 2023 e dei XIX Giochi asiatici | Non disputato a causa del Campionato del Mondo FIBA 2023 e dei XIX Giochi asiatici |
| 2024-2025                           | TNT Tropang Giga                                                                   | Ginebra San Miguel                                                                 | 4–2                                                                                |                                                                                    |

### Titoli per franchigia
| Titoli | Squadra              | Ultimo titolo |
| ------ | -------------------- | ------------- |
| 5      | S. Miguel Beermen    | 2015          |
| 4      | Alaska Aces          | 1997          |
| 4      | Magnolia Hotshots    | 2018          |
| 4      | Ginebra San Miguel   | 2021          |
| 2      | TNT Tropang Giga     | 2024          |
| 1      | Shell Turbo Chargers | 1998          |
| 1      | S. Lucia Realtors    | 2001          |
| 1      | Rain or Shine        | 2012          |

## Premi Individuali

### Miglior Giocatore filippino dellaConference

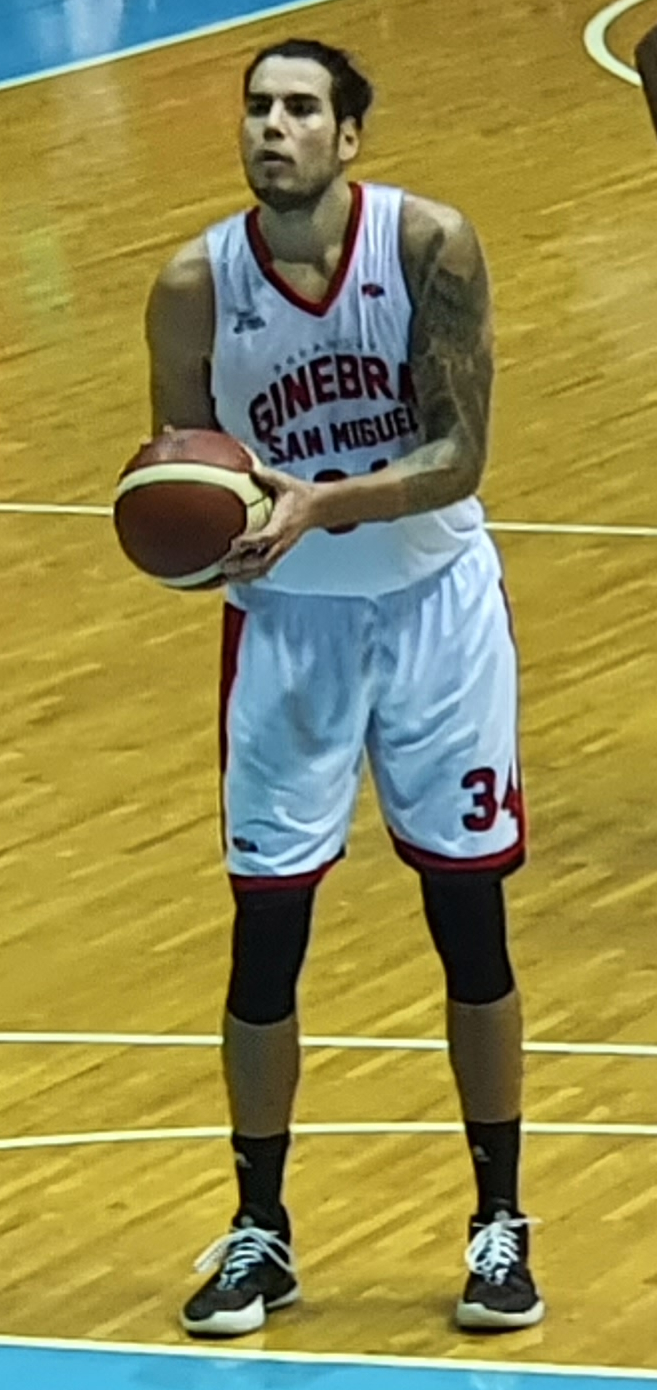
Christian Standhardinger, due volte miglior giocatore della Conference

|                | Indica un giocatore ancora attivo nella PBA                           |
|                | Indica un giocatore inserito nella PBA Hall of Fame                   |
| Giocatore (n.) | Indica il numero di volte che il giocatore ha vinto il riconoscimento |

| Stagione | Giocatore                    | Squadra               |
| -------- | ---------------------------- | --------------------- |
| 1994     | Vergel Meneses               | Pop Cola Panthers     |
| 1995     | Allan Caidic                 | S. Miguel Beermen     |
| 1996     | Marlou Aquino                | Ginebra San Miguel    |
| 1997     | Alvin Patrimonio             | Magnolia Hotshots     |
| 1998     | Jerry Codiñera               | Magnolia Hotshots     |
| 1999     | Danny Seigle                 | S. Miguel Beermen     |
| 2000     | Danny Ildefonso              | S. Miguel Beermen     |
| 2001     | Danny Ildefonso (2)          | S. Miguel Beermen     |
| 2002     | Rey Evangelista              | Magnolia Hotshots     |
| 2011     | Arwind Santos                | Petron B. Boosters    |
| 2012     | Mark Caguioa                 | Ginebra San Miguel    |
| 2013     | Arwind Santos (2)            | Petron B. Boosters    |
| 2014     | Ranidel de Ocampo            | TNT Tropang Giga      |
| 2015     | June Mar Fajardo             | S. Miguel Beermen     |
| 2016     | Jayson Castro                | TNT Tropang Giga      |
| 2017     | Greg Slaughter               | Ginebra San Miguel    |
| 2018     | Paul Lee                     | Magnolia Hotshots     |
| 2019     | Christian Standhardinger     | NorthPort Batang Pier |
| 2021     | Scottie Thompson             | Ginebra San Miguel    |
| 2023     | Christian Standhardinger (2) | Ginebra San Miguel    |
| 2024     | June Mar Fajardo (2)         | S. Miguel Beermen     |

### Premio Bobby Parks Best Import dellaConference
| Anno | Giocatore                   | Squadra            |
| ---- | --------------------------- | ------------------ |
| 1993 | Kenny Travis                | S. Miguel Beermen  |
| 1994 | Ronnie Coleman              | TNT Tropang Giga   |
| 1995 | Stevin Smith                | Pop Cola Panthers  |
| 1996 | Sean Chambers               | Alaska Aces        |
| 1997 | Larry Robinson              | S. Miguel Beermen  |
| 1998 | Silas Mills                 | TNT Tropang Giga   |
| 1999 | Lamont Strothers            | S. Miguel Beermen  |
| 2000 | Derrick Brown               | Magnolia Hotshots  |
| 2001 | Damian Owens                | S. Lucia Realtors  |
| 2002 | Derrick Brown (2)           | Magnolia Hotshots  |
| 2011 | Arizona Reid                | Rain or Shine      |
| 2012 | Jamelle Cornley             | Rain or Shine      |
| 2013 | Marqus Blakely              | Magnolia Hotshots  |
| 2014 | Arizona Reid (2)            | Rain or Shine      |
| 2015 | Romeo Travis                | Alaska Aces        |
| 2016 | Allen Durham                | Meralco Bolts      |
| 2017 | Allen Durham (2)            | Meralco Bolts      |
| 2018 | Mike Harris                 | Alaska Aces        |
| 2019 | Allen Durham (3)            | Meralco Bolts      |
| 2021 | Justin Brownlee             | Ginebra San Miguel |
| 2023 | Rondae Hollis-Jefferson     | TNT Tropang Giga   |
| 2024 | Rondae Hollis-Jefferson (2) | TNT Tropang Giga   |